# Castell Tantallon

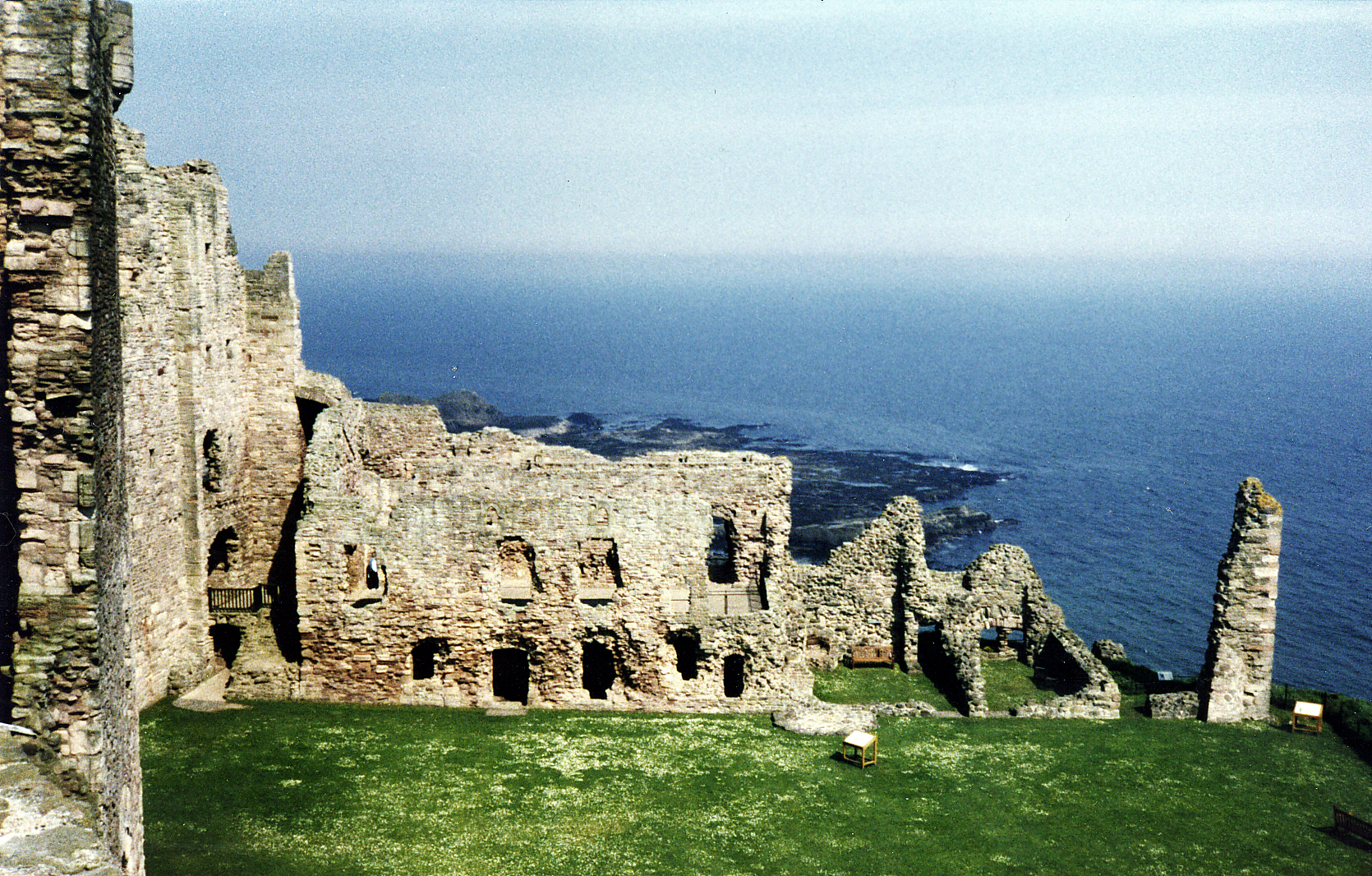
Restes del castell.

El castell Tantallon es localitza a tres milles al sud-est de North Berwick, a East Lothian, Escòcia. S'alça imponent en el promontori d'un penya-segat molt ventós a l'Estuari de Forth enfront del mar del Nord i l'illa Bass Rock, i va ser construït al voltant de l'any 1350. Fou l'últim castell envoltat per una cortina que es va construir a Escòcia, Tantallon té en realitat una sola muralla que protegeix l'accés al promontori, i els altres tres laterals són defensats naturalment pels penya-segats que donen al mar.

## Història
El castell va ser construït a mitjans del segle xiv per William Douglas, primer comte de Douglas. Va ser transmès al seu fill il·legítim, que després va ser nomenat comte d'Angus, i tot i que amb moltes vicissituds van seguir sent propietat dels seus descendents durant bona part de la seva història, va servir com a fortalesa senyorial per més de tres segles.
Posseeix una muralla de tancament en pedra calcària vermellosa de 15 metres d'altura i quatre metres d'ample que li dona el seu característic aspecte rosat i encara es conserva en bon estat; tres dels seus vessants donen als penya-segats del mar del Nord i la quarta a un fossat, la qual cosa converteix a la fortalesa en gairebé inexpugnable. No obstant això va ser escenari de violentes lluites i va suportar freqüents setges a causa de la seva posició estratègica, sent els tres majors els de 1491 (pel rei Jaume IV d'Escòcia), 1528 (per Jaume V, qui la va destruir en gran manera) i 1651. En aquest últim, un exèrcit sota el comandament del purità anglès Oliver Cromwell el va derruir. L'any 1566 la reina María Estuard es va allotjar en aquest castell, propietat dels Comtes Vermells de Angus.
Va ser venut pels Douglas l'any 1699 i va anar degradant-se gradualment a les ruïnes abans de passar finalment sota la protecció de Historic Scotland. Actualment és un Monument classificat de Classe A i figura com Scheduled Ancient Monument.
És considerat com l'últim gran castell construït a Escòcia, i es caracteritza per les seves ciclòpies parets de pedra i altes i gruixudes torres cilíndriques.

## Fantasma
Al maig de 2008 va ser fotografiat un presumpte fantasma en una de les seves finestres vestit amb robes d'època, pel que sembla de forma no trucada, segons els que han estudiat la imatge; alguns pensen que es tracta del rei d'Escòcia Jaume V, si bé les celles del personatge no semblen les pròpies d'aquest monarca i podrien correspondre fins i tot a una dona.
A l'any 2004 es fa servir com a localització per a la sèrie infantil de televisió Shoebox Zoo.

## Turisme
Per arribar al castell de Tantallon des de North Berwick cal prendre l'autobús des de Dunbar i seguir un trajecte d'uns quinze minuts.
El castell és una atracció turística oberta tot l'any que va atreure més de 30000 visitants (dades de l'any 2009). Es paga l'accés per visitar les ruïnes del castell, on es mostra una rèplica d'un canó d'època, així com el promontori que alberga una fauna i flora rares i variades.Hi ha molts ocells marins nidificant a les ruïnes: estèrnids, corbs marins, mascarells i gavines, així com exemplars de Blaveta comuna que rarament són vists fora dels jardins.